# Məşədi Həsən
Məşədi Həsən è un comune dell'Azerbaigian situato nel distretto di Xızı. 